# Maschinenfabrik Niehoff
Die Maschinenfabrik Niehoff GmbH & Co. KG ist ein Hersteller von Draht- und Kabelmaschinen mit Sitz in Schwabach bei Nürnberg.

## Geschichte
Die Firma wurde im Jahre 1859 als J.M. Bauer Maschinen zur Drahtherstellung gegründet. 1946 wurde sie von Walter Niehoff übernommen und 1951 in Maschinenfabrik Niehoff KG umfirmiert. Heute gehört das mittelständische Unternehmen zu den führenden Herstellern von Draht- und Kabelmaschinen.
2008 errichtete das Unternehmen eine neue Fabrik außerhalb der Stadt Schwabach. Der erste Bauabschnitt vom September 2008 beinhaltete Gebäude und Anlagen für die Produktionsbereiche Montage, Prüfstand, Versuchs- und Testbereich, Versand, Lackiererei sowie die Lehrwerkstatt. Der Umzug fand abteilungsweise ab November 2009 statt. Der zweite Bauabschnitt wurde im April 2011 begonnen. Dort ist die unternehmenseigene Teilefertigung untergebracht. Die kaufmännischen Abteilungen, die Konstruktion sowie die Entwicklung bezogen im Dezember 2015 das im dritten Bauabschnitt fertiggestellte fünfstöckige Bürogebäude.

## Standorte
Das Unternehmen besitzt Produktionsstandorte in Deutschland (Schwabach, Leuterschach), Brasilien (Barueri), USA (Swedesboro), Tschechien (Nymburk) und bei Hyderabad (Indien).
Verkaufsniederlassungen befinden sich in Japan, Singapur, China und Dubai.

## Produkte
Zu den Produkten zählen unter anderem: 
- Drahtziehmaschinen (Grobzug, Mittelzug, Feindraht, Feinstdraht)
- Widerstandsglühen
- Induktionsglühen
- Mehrdrahtziehanlagen
- Doppelschlag-Verlitzmaschinen
- Doppelschlag-Verseilmaschinen
- Flechtmaschinen
- Drahtspulanlagen
- Kabelspuler
- galvanische Drahtbeschichtungsanlagen
- Air Separatoren